# Стурон (річка у лені Кальмар)
Стурон (швед. Storån) — річка у південній частині Швеції, у Смоланді. Протікає в межах ленів Естерйотланд і Кальмар. Площа басейну становить 510 км² (522,1 км²). На річці побудовано 6 ГЕС малої потужності.

## ГЕС
На річці Стурон зведено 6 малих ГЕС з загальною встановленою потужністю 3,4 МВт й із загальним середнім річним виробництвом близько 6,2 млн кВт·год